# Pšent
| S5 | \| \| | S6 |
|    |       |    |

|  |

| S5 | \| \| | S6 |
|    |       |    |

|  |

Pšent (starogrško ψχεντ pskhent), naziv dvojne krone faraonov Starega Egipta. Stari Egipčani so jo običajno imenovali sehemti (sḫm.tỉ), kar pomeni "dva močna" (vladarja). Dvojna krona je sestavljena iz rdeče krone (dešret) Spodnjega Egipta in bele krone (hedžet) Gornjega Egipta.
Dvojna krona je simbolizirala faraonovo oblast nad celim združenim Egiptom. Na njej sta bili tudi podobi dveh živali: kobre z dvignjeno glavo (urej), ki je predstavljala boginjo Spodnjega Egipta Vadžet, in jastreba, ki je predstavljal boginjo Nekbet, zaščitnico Gornjega Egipta. Obe podobi sta bili pripeti na prednji strani pšenta. Imenovali so ju tudi "dve gospe". Jastreba je kasneje včasih nadomestila druga kobra. 

## Zgodovina
Iznajdbo pšenta običajno pripisujejo faraonu Menesu (ali Narmerju) iz Prve dinastije, čeprav jo je prvi nosil šele faraon Djet iz prve dinastije.
Na seznamu kraljev na Kamnu iz Palerma, ki se začne z imeni faraonov Spodnjega Egipta, za katere se sedaj domneva, da so bili mitološki polbogovi, so kralji upodobljeni z rdečo krono. Pšent so nosili vsi faraoni prve in kasnejših dinastij, kar bi lahko pomenilo, da sta bili kraljestvi združeni v obdobju Prve dinastije, po drugi strani pa so na Kairskem fragmentu tudi ti vladarji upodobljeni s pšentom.

## Arheologija
Arheologi niso do sedaj odkrili nobene rdeče ali bele krone ali pšenta, zato je poznana samo s kipov, upodobitev, napisov in starih pripovedk.

## Mitologija
S pšentom na glavi so včasih upodobljena tudi nekatera božanstva, na primer Hor in Atum. Oba sta upodobljena kot faraona ali imata z njim poseben odnos.